# Acareosperma
Acareosperma é um género botânico pertencente à família Vitaceae.

## Espécies
Apresenta uma única espécie:
- Acareosperma spireanum